# 肉桂卷日
肉桂捲日（瑞典語：Kanelbullens dag）是每年的10月4日。這是瑞典和芬蘭為營銷目的而設立的年度主題日，由克特·加德斯泰特（Kaeth Gardestedt）在1999年制定。當時她是家庭烘焙委員會（Hembakningsrådet）的項目經理，該委員會在歷史上是一個由酵母製造商、麵粉生產商、糖製造商和人造奶油製造商支持的貿易團體，現在則由Dansukker的製糖品牌支持。

## 文化作用
慶祝活動的目的是增加對瑞典烘焙傳統的關注，特別是對肉桂捲的關注，並增加酵母、麵粉、糖和人造奶油的消費。這一天通過商店和咖啡館的廣告牌進行宣傳。在紐西蘭的瑞典人中，肉桂捲也是社區活動的特色，在海外瑞典教會也有。
大多數官方慶祝食品的活動都很少受到關注，但瑞典採用的肉桂卷日卻異常受歡迎。

## 日期
肉桂卷日在10月4日慶祝，因為家庭烘焙委員會不希望這一天與其他食品傳統競爭，如瑞典在懺悔星期二供應甜味的薩姆拉。在瑞典，兒童節是在10月的第一個星期一慶祝的。「關於肉桂卷日的一個想法是，這將是一個體貼的日子。」

## 外部連結
- This now points to a company website - discrediting this page （页面存档备份，存于）